# Athylia gressitti
Athylia gressitti är en skalbaggsart som först beskrevs av Gilmour 1948.  Athylia gressitti ingår i släktet Athylia och familjen långhorningar. Inga underarter finns listade.